# Комбс, Шон
Шон Джон Комбс (англ. Sean John Combs; род. 4 ноября 1969[…], Гарлем, Нью-Йорк), более известный под псевдонимами Puff Daddy (рус. Пафф Дэ́дди), P. Diddy (рус. Пи Ди́дди) и Diddy (рус. Ди́дди) — американский рэпер, певец, автор песен, музыкальный продюсер, исполнительный продюсер, актёр и предприниматель.
Комбс работал руководителем талантов на лейбле Uptown Records, в 1991 году основал собственную компанию Bad Boy Entertainment, а в 1993 году создал собственный лейбл Bad Boy Records как совместное предприятие с Arista Records.
Дебютный альбом Комбса, No Way Out (1997), стал семикратно «платиновым» по продажам в США и за него рэпер выиграл премию «Грэмми» за лучший рэп-альбом. За ним последовали успешные альбомы, такие как Forever (1999), The Saga Continues… (2001) и Press Play (2006). В 2009 году Комбс сформировал музыкальную группу Diddy – Dirty Money и выпустил хорошо рецензируемый критиками и коммерчески успешный альбом Last Train to Paris (2010).
Девять песен артиста были номинированы на премию «Грэмми», две из которых выиграли: «I’ll Be Missing You» (1997) и «Shake Ya Tailfeather» (2004). Комбс выиграл три премии «Грэмми», две премии MTV Video Music Awards, две премии BET Hip Hop Awards, три премии BET Awards и одну премию NAACP Image Awards. Комбс являлся продюсером реалити-шоу Making the Band телеканала MTV, а также снялся в двадцати двух фильмах и сериалах.
В 2022 году журнал Forbes оценил его состояние в 1 миллиард долларов, что сделало его вторым самым богатым хип-хоп исполнителем после Jay-Z (1,5 млрд). В 2019 году вошёл в список самых высокооплачиваемых музыкантов по версии журнала Forbes. Заработанная сумма в 2019 году составила $70 млн, это девятое место в рейтинге.
В сентябре 2024 года Комбс был арестован по обвинениям в сексуализированном насилии, торговле людьми и рэкете.

## Ранняя жизнь
Шон Джон Комбс родился 4 ноября 1969 года в районе Гарлем в боро Манхэттен в Нью-Йорке и вырос в Маунт-Верноне, Нью-Йорк. Его мать, Дженис (Смоллз), была моделью и помощницей учителя, а его отец, Мелвин Эрл Комбс, служил в ВВС США и был партнёром осужденного нью-йоркского наркоторговца Фрэнка Лукаса. В возрасте 33 лет Мелвин был застрелен, сидя в своей машине на Сентрал-Парк-Уэст, когда Комбсу было 2 года.
Комбс окончил римско-католическую среднюю школу Маунт-Сент-Майкл-Академи в 1987 году. Он играл в американский футбол за школу, и его команда выиграла кубок дивизии в 1986 году. Комбс сказал, что ему дали прозвище Puff в детстве, потому что он «тяжело дышал и пыхтел», когда злился.
Комбс обучался бизнесу в Говардском университете, но оставил его после окончания второго курса. В 2014 году он вернулся в Говардский университет, чтобы получить почётную докторскую степень по гуманитарным наукам и произнести напутственную речь перед студентами 146-го выпуска.

## Карьера

### 1990—1996: Начало карьеры

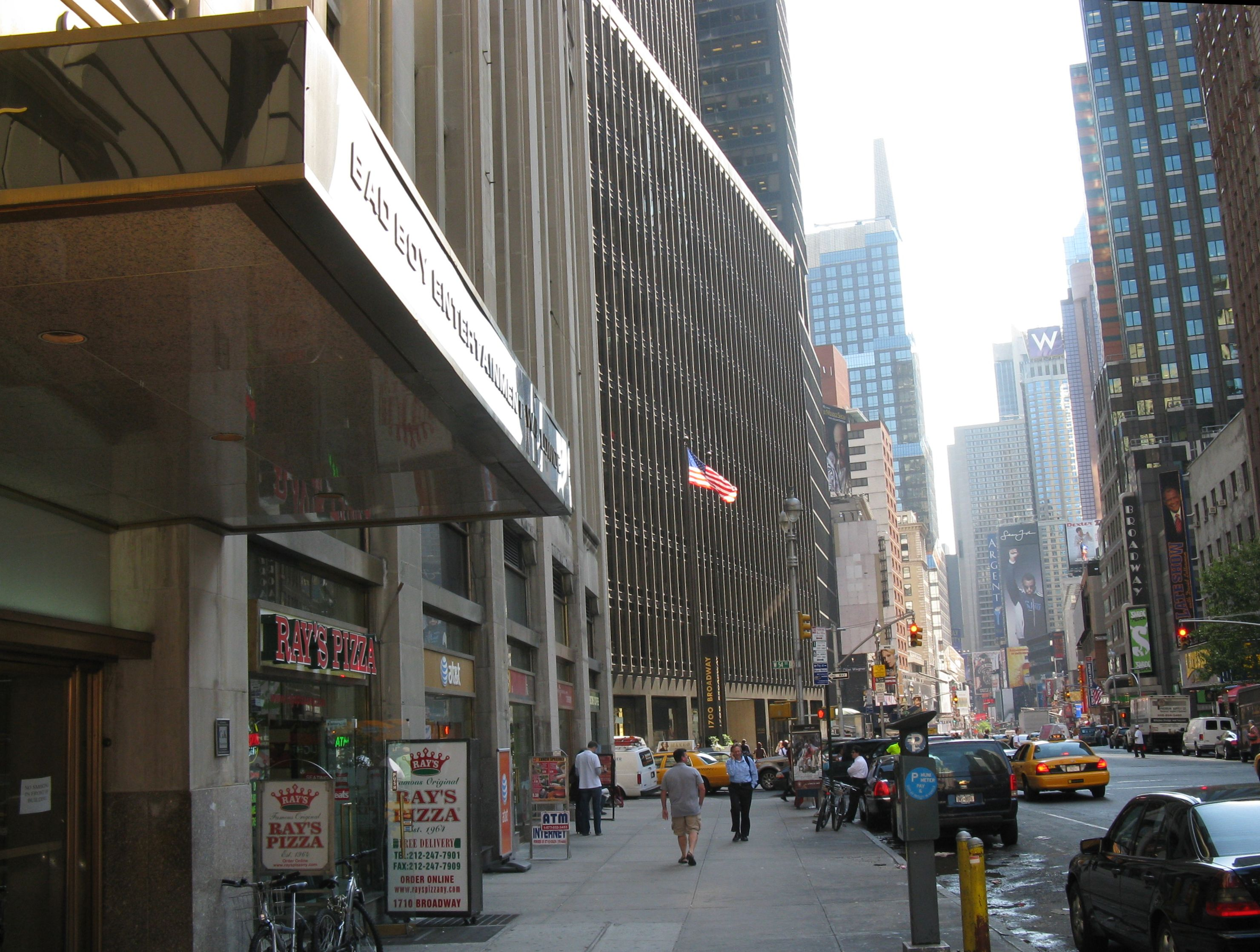
Штаб-квартира Bad Boy на Бродвее возле Таймс-сквер. Рекламный щит Комбса находится вдалеке

Комбс стал стажёром на Нью-Йоркском лейбле Uptown Records. Будучи руководителем талантов на Uptown, он помог в развитии карьеры Jodeci и Mary J. Blige. В студенческие годы у Комбса была репутация устраивать вечеринки, некоторые из которых привлекали до тысячи участников. В 1991 году Комбс вместе с Heavy D организовал сбор средств для борьбы со СПИДом, в Городском колледже Нью-Йорка, после благотворительной баскетбольной игры. Это мероприятие было переполнено людьми, и произошла давка, в которой погибли девять человек.
В 1993 году, после увольнения из Uptown, Комбс создал свой собственный лейбл Bad Boy Records как совместное предприятие с Arista Records, взяв с собой тогдашнего новичка The Notorious B.I.G.. Оба The Notorious B.I.G. и Craig Mack быстро выпустили хит-синглы, за которыми последовали успешные альбомы, в частности, Ready to Die от The Notorious B.I.G. Комбс подписал больше артистов на Bad Boy, в том числе Carl Thomas, Faith Evans, 112, Total, и Father MC.
The Hitmen, его собственная продюсерская команда, работали с Jodeci, Mary J. Blige, Usher, Lil' Kim, TLC, Mariah Carey, Boyz II Men, SWV, Aretha Franklin и другими. Mase и The Lox присоединились к Bad Boy, как только началось широко разрекламированное соперничество с лейблом Death Row Records Западного Побережья. Комбс и The Notorious B.I.G. были подвергнуты критике и пародированы Тупаком Шакуром и Шугом Найтом в песнях и в интервью в середине 1990-х годов. В течение 1994—1995 годов Комбс спродюсировал несколько песен для альбома TLC CrazySexyCool, который завершил десятилетие, заняв 25 место в списке лучших поп-альбомов десятилетия по мнению журнала Billboard.

### 1997—2000: «Puff Daddy»,No Way OutиForever
В 1997 году под именем Puff Daddy Комбс записал свою первую коммерческую вокальную работу в качестве рэпера. Его дебютный сингл «Can’t Nobody Hold Me Down» провёл 28 недель в чарте Billboard Hot 100, достигнув первого места. Его дебютный альбом No Way Out вышел 22 июля 1997 года на лейбле Bad Boy Records. Первоначально названный Hell up in Harlem, альбом претерпел несколько изменений после убийства Кристофера Уоллеса (The Notorious B.I.G.) 9 марта 1997 года. Несколько артистов лейбла приняли участие в записи альбома. No Way Out имел значительный успех, особенно в Соединённых Штатах, где он достиг 1 места в чарте Billboard 200, продав за первую неделю 561 тысячу копий альбома. Альбом породил пять синглов: «I’ll Be Missing You», дань памяти The Notorious B.I.G., была первой рэп-песней, дебютировавшей под номером один в чарте Billboard Hot 100; он оставался наверху чарта в течение одиннадцати недель подряд и возглавлял несколько других чартов по всему миру. Были также выпущены четыре других сингла: «Can’t Nobody Hold Me Down», «It’s All About the Benjamins», «Been Around the World» и «Victory». Комбс сотрудничал с Джимми Пейджем для сингла «Come with Me» для фильма 1998 года Годзилла.
Благодаря альбому No Way Out Комбс был номинирован на пять наград на 40-й церемонии вручения премий «Грэмми» в 1998 году, выиграв премию «Грэмми» за лучший рэп-альбом и премию «Грэмми» за лучшее рэп-исполнение дуэтом или группой. 7 сентября 2000 года альбом стал семикратно «платиновым» по продажам в США. К концу 1990-х его критиковали за то, что он разбавляет и чрезмерно коммерциализирует хип-хоп, а также за то, что он использует слишком много гостевых участий, семплов и интерполяций старых хитов в своих новых песнях.
Forever, второй студийный альбом Комбса, был выпущен на лейбле Bad Boy Records 24 августа 1999 года, в Северной Америке и в Великобритании на следующий день. Он занял второе место в чарте Billboard 200 и первое место в чарте Top R&B/Hip-Hop Albums, где он оставался в течение недели до того, как был вытеснен четвёртым альбомом Мэри Джей Блайдж, Mary. Альбом получил положительные отзывы от музыкальных критиков и породил четыре сингла, которые попали в чарты журнала Billboard. Он достиг 4 места в чарте Canadian Albums Chart в Канаде и стал самым чартовым альбомом Комбса в этой стране.

### 2001—2004: «P. Diddy» иThe Saga Continues
Комбс изменил своё сценическое имя с «Puff Daddy» на «P. Diddy» в 2001 году. Госпел альбом Thank You, который был закончен незадолго до начала судебных разбирательств, должен был быть выпущен в марте того же года, но до сих пор не выпущен. Он снялся в роли наркоторговца в фильме Всё схвачено! и снялся с Холли Берри и Билли Бобом Торнтоном в фильме Бал монстров (оба в 2001 году). Комбс начал работать с рядом необычных (для него) артистов. В течение короткого периода времени он был менеджером Kelis; у них есть совместный трек под названием «Let’s Get Ill».. Он был на разогреве у группы 'N Sync во время их весеннего турне 2002 года, и он подписал на свой лейбл Калифорнийскую поп-гёрл-группу Dream. Комбс был продюсером саундтрека к фильму Тренировочный день (2001).
В июне 2001 года Комбс закончил совместное предприятие Bad Boy Records с Arista Records, получив полный контроль над Bad Boy, его каталогом и списком артистов. The Saga Continues..., выпущенный 10 июля в Северной Америке, был последним студийным альбомом, выпущенным совместным предприятием. Альбом достиг 2 места в чартах Billboard 200 и Top R&B/Hip-Hop Albums, и был в конечном итоге сертифицирован как «платиновый». Это единственный студийный альбом под псевдонимом P. Diddy, и первый альбом Шона Комбса, в котором нет ни одного гостевого выступления от Jay-Z или Lil' Kim. Комбс был исполнительным продюсером реалити-шоу 'Making the Band, которое выходило на MTV с 2002 по 2009 год. Шоу включает в себя интервью с кандидатами и создание музыкальных групп, которые затем войдут в музыкальный бизнес. Среди групп, которые получили своё начало таким образом, были Da Band, Danity Kane, Day26, и Donnie Klang.
В 2003 году Комбс участвовал в Нью-Йоркском марафоне, собрав 2 миллиона долларов для системы образования города Нью-Йорка. 10 марта 2004 года он появился на «Шоу Опры Уинфри», чтобы обсудить марафон, который он закончил за четыре часа и восемнадцать минут. В 2004 году Комбс возглавил кампанию «Голосуй или умри» для президентских выборов 2004 года. 1 февраля 2004 года Комбс (как P. Diddy) выступил во время перерыва на Супербоул XXXVIII.

### 2005—2009: «Diddy» иPress Play

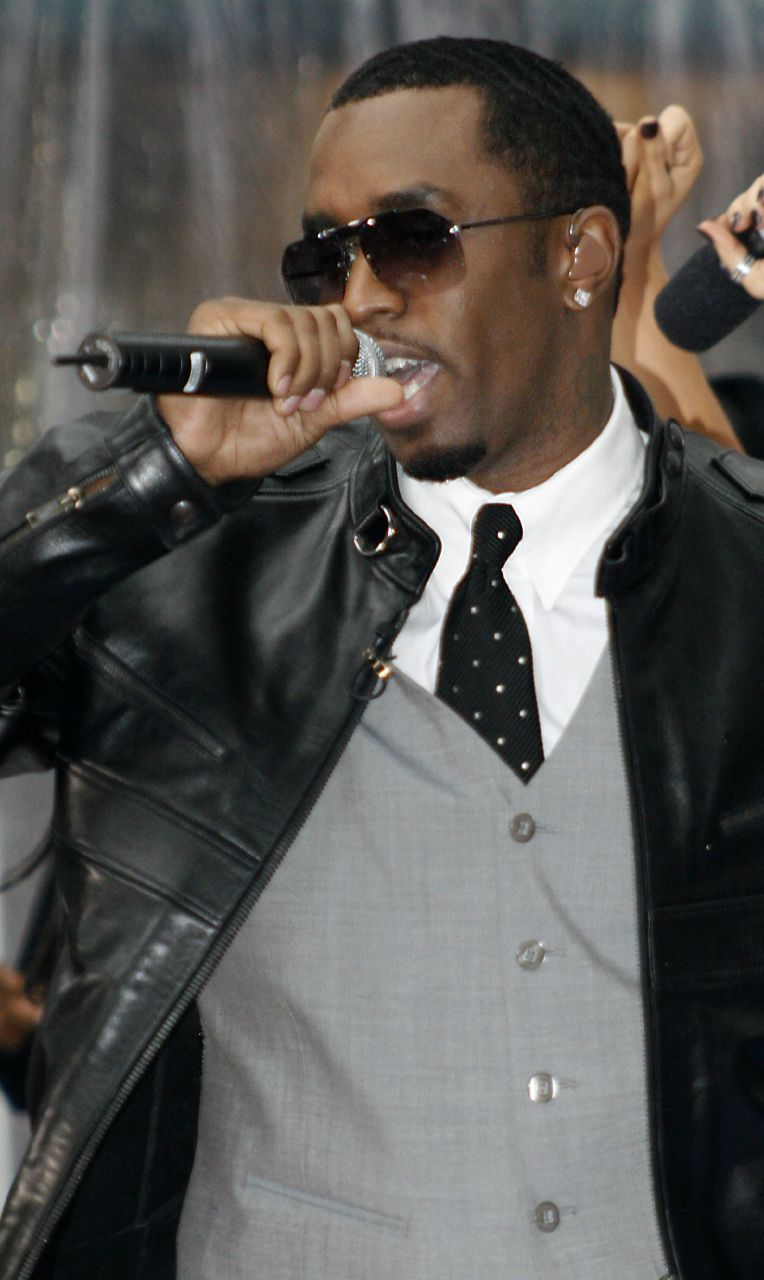
Выступление Комбса в 2006 году

16 августа 2005 года Комбс объявил в программе Today, что он снова меняет своё сценическое имя; он будет называть себя «Diddy». Комбс сказал, что поклонники не знали, как обратиться к нему, что привело к путанице.
Комбс снялся в фильме 2005 года Путь Карлито 2: Восхождение к власти. Он сыграл Уолтера Ли Янгера в 2004 году в бродвейском возрождении пьесы «Изюм на солнце» и в телеадаптации, которая вышла в эфир в феврале 2008 года. В 2005 году Комбс продал половину своей звукозаписывающей компании Warner Music Group. Он был ведущим MTV Video Music Awards в 2005 году и был назван одним из 100 самых влиятельных людей 2005 года по версии журнала Time. Он был упомянут в кантри-песне «Play Something Country» Brooks & Dunn: автор текста говорит, что он «не пришел, чтобы услышать P. Diddy», который рифмуется с «чем-то горячим из города».
В 2006 году, когда Комбс отказался освободить музыканта Mase от его договорных обязательств, чтобы разрешить ему присоединиться к группе G-Unit, 50 Cent записал дисс-песню «Hip-Hop». В тексте подразумевается, что Комбс знал личность убийцы The Notorious B.I.G.. Оба позже разрешили вражду.
Комбс выпустил свой первый альбом за четыре года, Press Play, 17 октября 2006 года на лейбле Bad Boy Records. Альбом, показывающий появление в гостях многих популярных артистов, дебютировал под номером один в чарте Billboard 200 в США с объёмом продаж более 170 тысяч копий. Синглы с альбома «Come to Me» и «Last Night» вошли в десятку чарта Billboard Hot 100. Альбом стал доступен для предварительного прослушивания на шоу The Leak на телеканале MTV 10 октября 2006 года, за неделю до того, как начал продаваться в магазина. Press Play получил в целом смешанные и положительные отзывы от музыкальных критиков, и был сертифицирован RIAA как «золотой» 21 ноября 2006 года. 18 сентября 2007 года Комбс объединился с 50 Cent и Jay-Z для песни «Forbes I Get Money Billion Dollar Remix».
В июне 2008 года представитель Комбса опроверг слухи об очередном изменении имени. Комбс отправился на реалити-шоу в августе 2008 года с премьерой своего сериала I Want to Work for Diddy на телеканале VH1. После финала сезона Making The Band 4, Комбс сказал, что вернётся в студию, чтобы записать свой следующий альбом. В интервью газете The Daily Mail он сказал: «У меня была Кристина Агилера на моём последнем альбоме, но на следующем у меня будет Леона Льюис». Он появился в двух эпизодах 7 сезона телесериала «C.S.I.: Место преступления Майами»: «Presumed Guilty» и «Sink or Swim» в роли адвоката Дерека Пауэлла.

### 2010—2013: Dirty Money и роли в кино
В 2010 году Комбс создал рэп-супергруппу Dream Team. Группа состоит из Комбса, Rick Ross, DJ Khaled, Fat Joe, Busta Rhymes, Red Café и Fabolous. Комбс появился на живом шоу комика Криса Гетхарда в январе 2010 года в Театре бригады гражданских лиц в Нью-Йорке. В июне 2010 года Комбс сыграл роль в комедийном фильме «Get it to the Greek», кв роли Серхио Рома, руководителя звукозаписывающей компании. Представитель сериала Красавцы объявил, что Комбс будет приглашённой звездой в эпизоде сезона 2010 года.
Last Train to Paris был выпущен группой Комбса Diddy – Dirty Money 13 декабря 2010 года. Выпуску предшествовали четыре сингла «Angels», «Hello Good Morning», «Loving You No More» и «Coming Home», которые получили смешанный успех в чарте Billboard Hot 100. «Coming Home» был самой успешной из песен, достигнув 12 места в чарте Hot 100 США, на 4 месте в Великобритании и на 7 месте в Канаде. 10 марта 2011 года Diddy — Dirty Money исполнили «Coming Home» в прямом эфире на American Idol.
18 апреля 2011 года Комбс появился в первом сезоне телесериала Гавайи 5.0, снявшись в роли тайного детектива Департамента полиции Нью-Йорка. В ноябре 2012 года Комбс появился в эпизоде восьмого сезона американского ситкома В Филадельфии всегда солнечно.

### 2014—настоящее время:MMM (Money Making Mitch),No Way Out 2, и «Love»
26 февраля 2014 года Комбс представил «Big Homie» с участием Рика Росса и French Montana, как первый сингл из его микстейпа MMM (Money Making Mitch), который изначально планировалось выпустить в этом году. Песня была выпущена для цифрового скачивания 24 марта, а через два дня был выпущен трейлер музыкального видео. Полная версия музыкального клипа была выпущена 31 марта. Комбс использовал своё прежнее сценическое имя Puff Daddy для альбома. MMM был выпущен как бесплатный микстейп-альбом из 12 треков 4 ноября 2015 года. В 2014 году Комбс и Гай Гербер объявили, что их совместный альбом 11 11 будет доступен для бесплатного скачивания. 29 июня 2015 года был выпущен новый сингл «Finna Get Loose» с участием Комбса и Фаррелла Уильямса.
В июле 2015 года Gizzle, артист Bad Boy Records, рассказала прессе, что она сотрудничает с Комбсом над тем, что она называет его последним альбомом под названием No Way Out 2, продолжением его дебюта 1997 года. Она описывает музыку как уникальную: «Мышление должно быть просто классическим и эпическим. И действительно соответствовать этому … мы знаем, что это сложная задача, но мы приветствуем её». В апреле 2016 года Комбс объявил, что после этого последнего альбома и тура он планирует уйти из музыкальной индустрии, чтобы сосредоточиться на актёрской игре.
20 и 21 мая 2016 года Комбс начал тур из самых громких имён лейбла Bad Boy Records, чтобы отпраздновать 20-летие лейбла. Документальный фильм Can’t Stop, Won’t Stop: A Bad Boy Story, который освещает два шоу в Барклайс-центр в Бруклине, а также закулисные события, был выпущен 23 июня 2017 года. Шоу посетило ещё двадцать мест в Соединённых Штатах и Канаде.
5 ноября 2017 года Комбс объявил, что будет называть себя «Love», заявив: «Моё новое имя — Любовь, сокращение от Братская Любовь». Через два дня он сообщил прессе, что он пошутил, но 3 января 2018 года он объявил на шоу Джимми Киммел в прямом эфире, что он снова передумал и, в конце концов, будет использовать новое имя.
В 2019 году Комбс объявил в Твиттере, что шоу Making the Band вернётся на MTV в 2020 году.

## Карьера в бизнесе
Журнал Fortune поместил Комбса на 12 место в своём списке «Лучшие 40 предпринимателей до 40 лет» в 2002 году. Журнал Forbes подсчитал, что за год, заканчивающийся в мае 2017 года, Комбс заработал 130 миллионов долларов, поместив его на первое место среди артистов. В 2019 году его предполагаемый собственный капитал составлял 740 миллионов долларов.

### Sean John

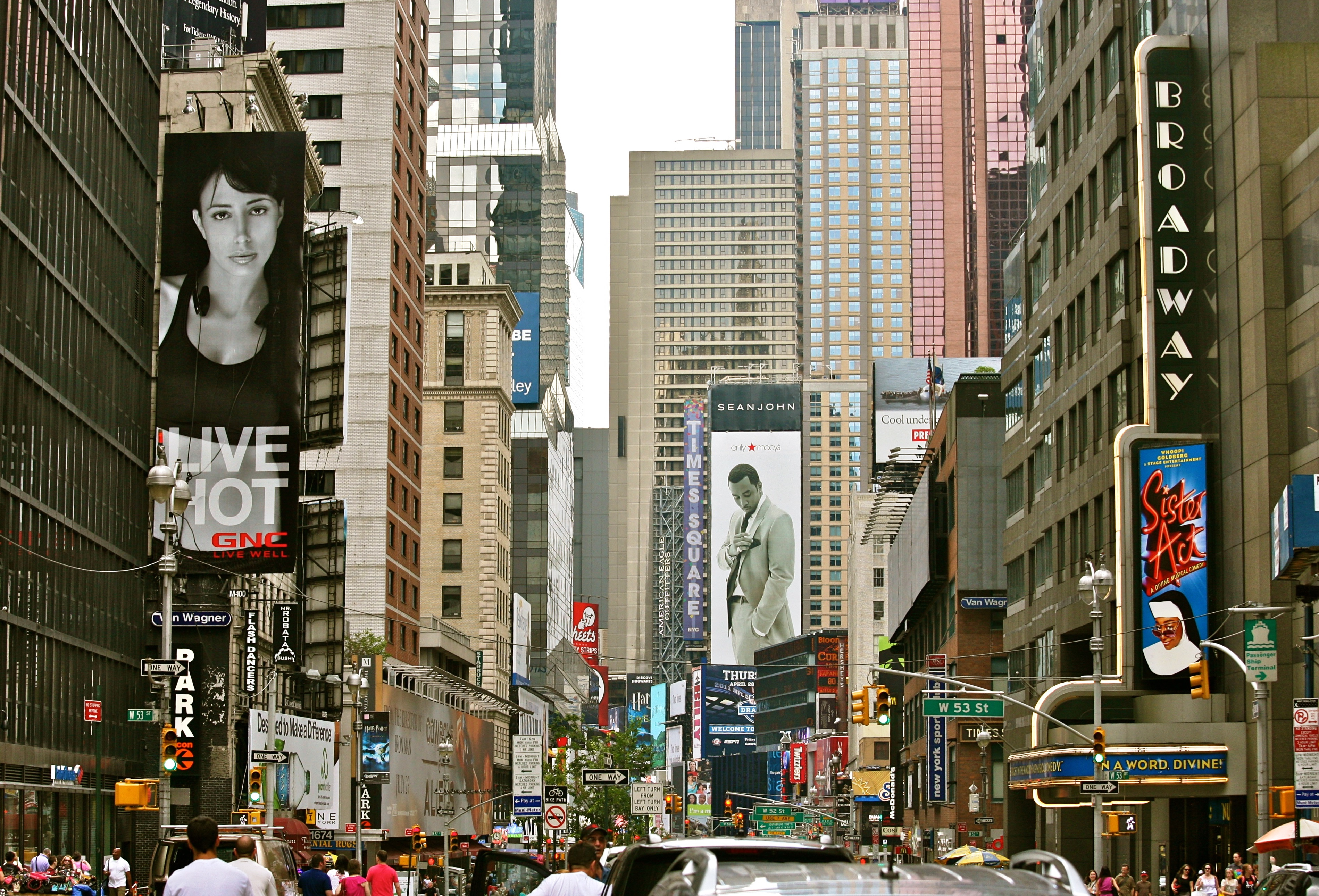
Рекламный щит Sean John на Бродвее

В 1998 году Комбс запустил линию одежды Sean John. Он был номинирован на премию «Дизайнер мужской одежды года» на Совете модельеров Америки в 2000 году, и выиграл в 2004 году. Калифорнийский миллиардер Роналд Бёркл инвестировал в компанию 100 миллионов долларов в 2003 году.
14 февраля 2004 года Кернаган объявил, что на заводе были внедрены улучшения, включая добавление систем кондиционирования воздуха и очистки воды, увольнение самых жестоких надзирателей и создание профсоюза. В конце 2006 года универмаг Macy’s убрал куртки Sean John с полок, когда они обнаружили, что одежда была сделана с использованием меха енотовидной собаки. Комбс не знал, что куртки были сделаны из собачьего меха, но как только его предупредили, производство прекратили.
В ноябре 2008 года Комбс добавил к бренду Sean John мужской парфюм под названием «I Am King». Аромат, посвященный Бараку Обаме, Мухаммеду Али и Мартину Лютеру Кингу, использовал в своей рекламе топ-модель Бар Рафаэли. В начале 2016 года Sean John представил коллекцию бренда GIRLS.

### Другие проекты
Комбс является главой Combs Enterprises, головной компании для его портфолио бизнесов. В дополнение к своей линии одежды, Комбс владел двумя ресторанами под названием Justin’s, названные в честь его сына. Первый ресторан в Нью-Йорке был закрыт в сентябре 2007 года; второй в Атланте был закрыт в июне 2012 года. Он является дизайнером альтернативной формы баскетбольного клуба Даллас Маверикс. В октябре 2007 года Комбс согласился помочь в разработке водочного бренда Cîroc за 50-процентную долю прибыли. 21 октября 2008 года Комбс приобрёл линию одежды Enyce у Лиз Клэйборн за 20 миллионов долларов. Комбс имеет крупную долю в телевизионной сети Revolt TV, которая также имеет филиал по производству фильмов. Вещание началось в 2014 году. В феврале 2015 года Комбс объединился с актёром Марком Уолбергом и бизнесменом Роналдом Бёрклом из Yucaipa Companies, чтобы купить контрольный пакет акций в Aquahydrate, напитке без калорий для спортсменов. Джон Кохрэн, бывший президент Fiji Water, является генеральным директором компании.

## Личная жизнь

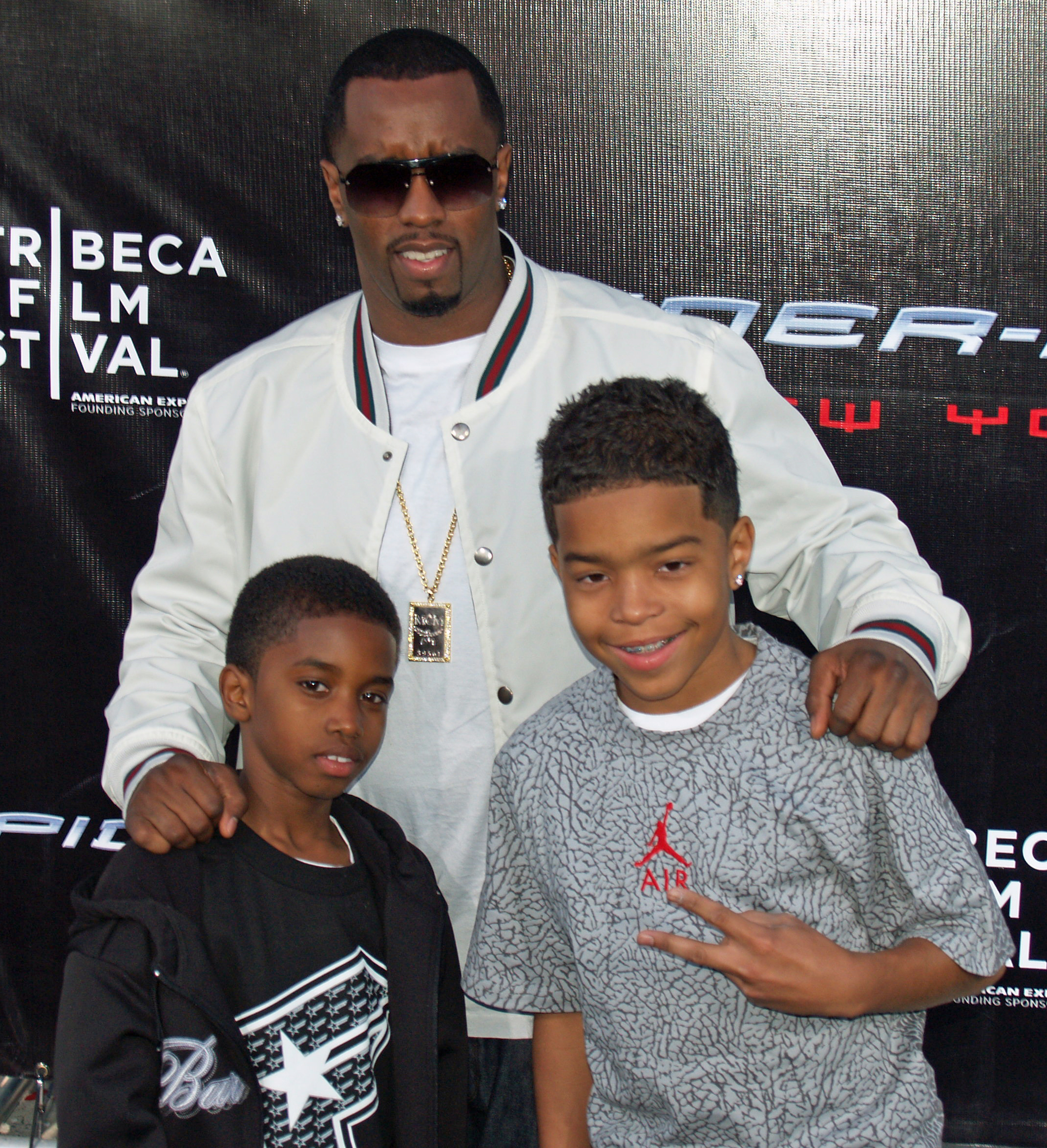
Комбс с сыновьями Кристианом и Джастином на премьере фильма «Человек-паук 3: Враг в отражении» (2007)

### Семья
Комбс — отец шестерых детей. Его первый биологический ребёнок, Джастин, родился в 1993 году от дизайнера Мизы Хилтон-Брим. Джастин посещал Калифорнийский университет в Лос-Анджелесе и получал футбольную стипендию.
У Комбса были постоянные отношения с Кимберли Портер, которые продолжались с 1994 по 2007 год. Он усыновил и воспитал Куинси (род. 1991), сына Портер от предыдущих отношений с певцом/продюсером Al B. Sure! Вместе у них родился сын Кристиан (род. 1998) и дочери-близнецы Д’Лила Стар и Джесси Джеймс (род. 2006). Портер умерла от воспаления лёгких 15 ноября 2018 года.
С 1999 по 2001 состоял в отношениях с Дженнифер Лопес.
За пять месяцев до рождения его двойняшек у Комбса родилась дочь Ченс от Сары Чепмен. Он взял на себя юридическую ответственность за Ченс в октябре 2007 года.
Также у Комбса были постоянные отношения с Кэсси Вентура, которые продолжались с 2006 по 2018 год. В ноябре 2023 года Вентура обвинила Комбса в абьюзе и насилии в период отношений с рэпером. Однако, стороны пришли к досудебному соглашению через сутки после выдвинутых обвинений.
Сыновья Комбса, Куинси и Джастин, появились на шоу My Super Sweet 16 телеканала MTV. Комбс устроил Куинси вечеринку с участием знаменитостей и подарил ему две машины в качестве подарка к 16-летию. На 16-й день рождения Джастина Комбс подарил ему автомобиль за 360 тысяч долларов Maybach.
Комбсу принадлежит дом в Алпайн, Нью-Джерси, который он купил за 7 миллионов долларов.

### Благотворительная работа и почести

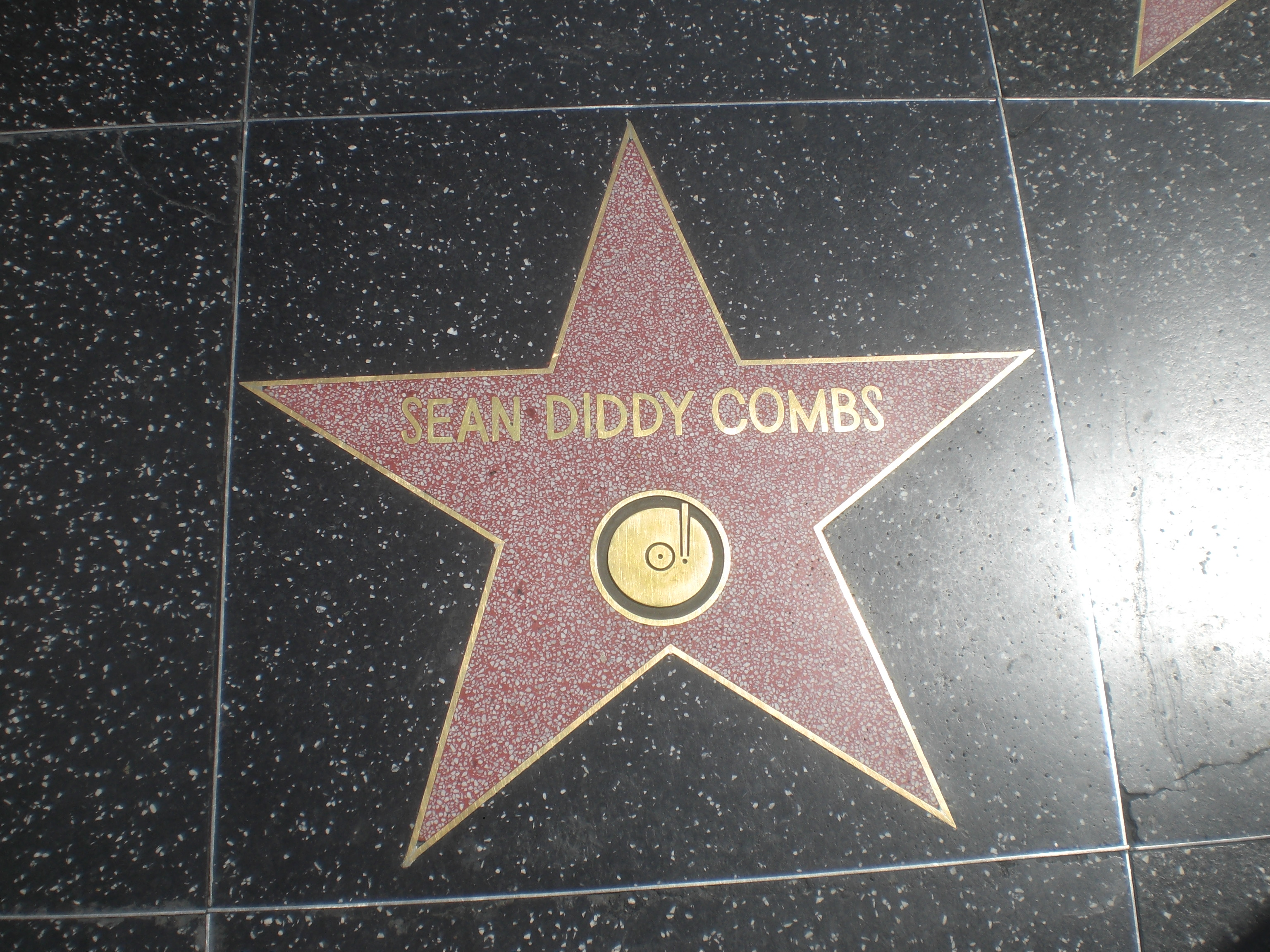
Звезда Комбса на Голливудской «Аллее славы»

В 1995 году Комбс основал организацию Daddy’s House Social Programs, которая помогает молодёжи в городе. Программы включают репетиторство, уроки жизненных навыков и ежегодный летний лагерь. Вместе с Jay-Z он выделил 1 миллион долларов, чтобы помочь поддержать жертв урагана Катрина в 2005 году, и подарил жертвам одежду из своей линии одежды Sean John. Он пожертвовал компьютеры и книги для нью-йоркских школ.
Мэр Чикаго Ричард М. Дейли назвал 13 октября 2006 года «днём Дидди» в честь благотворительной работы Комбса. В 2008 году Комбс был удостоен звезды на Голливудской «Аллее славы».
В 2014 году Комбс получил почётную докторскую степень от Говардского университета, где он произнёс вступительную речь на 146-й церемонии открытия. В своей речи Комбс признал, что его опыт работы в качестве студента Говарда положительно повлиял на его жизнь. В 2016 году Комбс пожертвовал 1 миллион долларов Говардскому университету для создания стипендиального фонда Шона Комбса, чтобы помочь студентам, которые не в состоянии оплатить их обучение.

### Стиль гардероба
Комбс описывает свой стиль гардероба как «развязность, неподвластное времени, разнообразное». 2 сентября 2007 года Комбс провел свою девятую ежегодную «Белую вечеринку», на которой гости были ограничены белым дресс-кодом. «Белая вечеринка», которая также состоялась в Сен-Тропе, была проведена в его доме в Ист-Хамптоне, Лонг-Айленд. Комбс заявил: «Эта вечеринка входит в тройку лучших, которые я устраивал. Это вечеринка с легендарным статусом. Трудно устроить вечеринку, которая соответствует своей легенде».

### Религиозные взгляды
Комбс был воспитан в римско-католической церкви, и был министрантом в детстве. В 2008 году он сказал британской газете The Daily Telegraph, что он не придерживается какой-либо конкретной религиозной конфессии. Он сказал: «Я просто отличаю хорошее от плохого, поэтому я могу молиться в синагоге, мечети или церкви. Я верю, что есть только один Бог».

## Проблемы с законом

### Нарушения закона и судебные иски
В 1997 году Комбсу был предъявлен иск Ингой Бонго за невнимательность хозяина дома, который она у него арендовала. Комбс отрицал обвинения.
В апреле 1999 года Комбс был обвинён в нападении в результате инцидента со Стивом Стаутом из Interscope Records. Стаут был менеджером Nas'а, с которым Комбс снял видео в начале этого года для песни «Hate Me Now». Комбс был обеспокоен тем, что видео, в котором было показано распятие Наса и Комбса, было кощунственным. Он попросил, чтобы его сцены на кресте были убраны, но после того, как видеоклип вышел в эфир на MTV 15 апреля, Комбс посетил офис Стаута и ранил его. Комбсу было предъявлено обвинение в нападении второй степени и преступном причинении ущерба. Он был приговорён к посещению однодневного занятия по управлению гневом.
27 декабря 1999 года Комбс и его подруга Дженнифер Лопес были в клубе «Club New York» в Манхэттене, когда началась стрельба. После полицейского расследования Комбс и его коллега, рэпер Shyne, были арестованы за нарушение хранения оружия и в связи с иными обвинениями. Комбсу было предъявлено обвинение по четырём эпизодам, связанным с оружием и подкупом его водителя, Уордела Фендерсон, которого Комбс уговорил, чтобы он заявил о том, что это был его пистолет.
С принятием постановления о клятве было начато широко разрекламированное судебное разбирательство. Адвокатами Комбса были Джонни Кокрэн и Бенджамин Брафман. Комбс был признан невиновным по всем пунктам обвинения. Shyne был осужден по пяти из восьми обвинений и приговорён к десяти годам тюремного заключения. Вскоре после этого Комбс и Лопес расстались. Иск, поданный Фендерсоном, который сказал, что ему был нанесён моральный ущерб вследствие стрельбы, был урегулирован в феврале 2004 года. Адвокаты обеих сторон, согласившись сохранить условия урегулирования в тайне, заявили, что этот вопрос был «решён к удовлетворению всех сторон».
В 2001 году рэпер был арестован за вождение во Флориде по приостановленной лицензии.
В 2003 году Национальный комитет по труду обнаружил, что фабрики, производящие одежду в Гондурасе, нарушали трудовое законодательство Гондураса. Среди обвинений было то, что рабочие подвергались обыску и их заставляли делать тесты на беременность. Ванные комнаты были заперты и доступ строго контролировался. Сотрудники были вынуждены работать сверхурочно и получать зарплату потогонной системой труда. Чарльз Кернаган из Национального комитета по труду заявил The New York Times, что «Шон Puff Daddy, очевидно, имеет много влияния, он может буквально многое сделать за одну ночь, чтобы помочь этим работникам».
Также в 2003 году Кирк Берроуз подал в суд на Комбса, утверждая, что тот заставил его отказаться от своих акций Bad Boy Records, угрожая избиением. В 2006 году дело было прекращено в связи с истечением срока исковой давности.
В ноябре 2005 года лондонский музыкальный артист и диджей Ричард Дирлав, который выступал под именем «Diddy» с 1992 года — за девять лет до того, как Комбс начал использовать имя «P. Diddy», — добивался судебного запрета на это имя в Высоком суде Лондона. Он принял решение о внесудебном урегулировании вопроса в размере 10 тысяч фунтов стерлингов за ущерб и более 100 тысяч фунтов стерлингов за затраты. Комбс больше не может использовать имя Diddy в Великобритании, где он до сих пор известен как P. Diddy.
В 2005 году обвинение в нападении, выдвинутое Мичиганским телеведущим Рохелио Миллсом, было снято в пользу Комбса.
В августе 2007 года Джерард Рехницер подал в суд на Комбса за нанесение побоев. По заявлениям Рехницера, Комбс ударил его возле ночного клуба Голливуда. Рехницер утверждал, что на него напали после того, как он подошёл к Комбсу, когда рэп-магнат разговаривал со своей девушкой. Комбс урегулировал иск в марте 2008 года на нераскрытых условиях.
В марте 2008 года газета Los Angeles Times заявила, что The Notorious B.I.G. и Комбс в 1994 году организовали ограбление и стрельбу в Тупака Шакура, обосновывая заявление предполагаемыми документами ФБР. Позже газета отказалась от этой истории, признав, что документы были сфабрикованы. В 2012 году Декстер Айзек, помощник исполнительного директора Джимми Хенчмана, признался, что он стрелял в Тупака по приказу Хенчмана..
В июне 2015 года Комбс был арестован за нападение при отягчающих обстоятельствах после ссоры с футбольным тренером своего сына в Калифорнийском университете Лос-Анджелеса. 2 июля обвинение в нападении было снято за отсутствием доказательств.
В мае 2017 года Синди Руэла, которая ранее работала личным поваром Комбса, подала иск против Комбса в Высший суд округа Лос-Анджелес, заявив, среди прочего, о сексуальных домогательствах. Иск был урегулирован в феврале 2019 года за нераскрытую сумму .
16 ноября 2023 года Кэсси Вентура, с которой у Комбса были длительные отношения, подала на него иск, обвинив его в изнасиловании, сексуальной торговле и физическом насилии. В иске также предполагалось, что Комбс был ответственен за взрыв автомобиля рэпера Кид Кади, с которым Вентура встречалась на момент подрыва. На следующий день Комбс и Вентура достигли нераскрытого соглашения, и иск был отклонён. 17 мая 2024 года CNN опубликовала кадры наблюдения, на которых Комбс нападает на Вентуру и избивает её в отеле в Сенчури-Сити 5 марта 2016 года. Этот инцидент был одним из обвинений, выдвинутых в иске.
23 ноября 2023 года против Комбса было подано ещё два иска двумя другими заявителями, обвинившими его в сексуальном насилии и порномести. В одном из исков утверждалось, что в 1990 или 1991 году он и Аарон Холл совершили сексуальное насилие над женщиной, а Комбс записал этот инцидент на видео.
6 декабря 2023 года в окружной суд Манхэттена был подан иск женщиной, которая утверждала, что Комбс изнасиловал её в 2003 году, когда ей было 17 лет. В феврале 2024 года против Комбса был подан пятый иск, когда на него подал в суд музыкальный продюсер Родни «Lil Rod» Джонс. В деле утверждается, что Комбс накачал Джонса наркотиками и совершил сексуальное насилие над ним, а также заставил его заняться сексом с проституткой. Взрослый сын Комбса Джастин, его руководитель аппарата Кристина Хоррам, генеральный директор Universal Music Group сэр Люциан Грейндж и бывший генеральный директор Motown Records Эфиопия Хабтемариам также были привлечены в качестве ответчиков по иску Джонса. 1 марта 2024 года истцу, который подал в суд на Комбса за инцидент 2003 года, было предписано раскрыть свою личность. 13 мая 2024 года Universal Music Group и генеральный директор Лучиан Грейндж были исключены из иска после того, как адвокат Джонса Тайрон Блэкберн потребовал, чтобы их немедленно и с предубеждением отклонили.
4 марта 2024 года музыкальный продюсер Родни «Lil Rod» Джонс, который уже подавал в суд на Комбса за сексуальное насилие, подал иск против Комбса и его сына Джастина, утверждая, что они участвовали в «массовом» сокрытии своей причастности к преступлению, а именно расстрел 30-летнего мужчины в «лагере писателей и продюсеров», который произошёл в сентябре 2022 года на студии звукозаписи «Чалис» Комбса в Лос-Анджелесе.
25 марта 2024 года объекты, связанные с Комбсом в Лос-Анджелесе, Нью-Йорке и Майами, подверглись обыскам Министерства внутренней безопасности с использованием ордера на обыск Южного округа Нью-Йорка в рамках неуказанного текущего расследования. BBC сообщила, что федеральные агенты изъяли компьютеры и другие электронные устройства.
Газета Miami Herald сообщила, что федеральные агенты допросили Комбса в аэропорту Опа-Лока 25 марта 2024 года. Агенты конфисковали ряд электронных устройств и разрешили ему отправиться в запланированный отпуск на Антигуа и Барбуда.
27 марта 2024 года в документах, полученных USA Today, говорилось, что Лил Род, который 26 марта внес поправки в свой иск, обвинил Комбса в оплате услуг секс-работников. Актёр Кьюба Гудинг-младший также был назван в качестве соответчика по иску. В иске подразумевалось, что принц Гарри и другие известные личности были связаны с Комбсом, чтобы привлекать гостей на его вечеринки, но не обвинялись в каких-либо правонарушениях.
4 апреля 2024 года Комбс и его сын Кристиан были названы ответчиками в судебном процессе, в котором бывшая сотрудница Грейс О’Маркей утверждала, что Кристиан совершил против неё сексуальное насилие в декабре 2022 года, когда она работала стюардом на яхте, зафрахтованной Комбсом. О’Маркей обвинила Кристиана в сексуальном насилии, сексуальных домогательствах и причинении эмоционального стресса. Шон Комбс был включён в иск, в котором утверждалось, что он помогал и подстрекал своего сына к нападению, заплатил, чтобы скрыть его впоследствии, и имел причастность к аренде яхты, на которой произошло предполагаемое сексуальное насилие.
23 мая 2024 года Комбс был назван ответчиком в иске бывшей студентки «New York Fashion Institute of Technology» Эйприл Лампрос, обвинившей Комбса в четырёх случаях сексуального насилия с середины 1990-х до начала 2000-х годов. В иске Комбс также обвиняется в нападении, нанесении побоев, неосторожном причинении эмоционального стресса и нарушении закона о защите жертв гендерно-мотивированного насилия.
3 июля 2024 года бывшая актриса фильмов для взрослых Адрия Инглиш подала на Комбса в суд, утверждая, что он занимался её секс-торговлей, принуждая её к оказанию сексуальных услуг гостям на его «белых вечеринках». Иск составляет более 100 страниц.
В сентябре 2024 года бывшая артистка лейбла Bad Boy Дон Ричард подала иск против Комбса, обвинив его в сексуальном насилии.
24 сентября 2024 года женщина подала иск против Комбса, утверждая, что он и его начальник охраны в 2001 году, когда ей было 25 лет, накачали её наркотиками, связали и изнасиловали, и записали инцидент на видео. 27 сентября модель из Флориды подала иск против Комбса, утверждая, что он накачал её наркотиками, совершил сексуальное насилие и оплодотворил её. Один из сообщников Комбса заставил её сделать аборт.
1 октября 2024 года на Комбса было подано ещё 120 исков от обвинителей, охватывающие нападения в 2000-х и 2010-х годах. Истцы, 25 из которых несовершеннолетние, являются как мужчинами, так и женщинами. Некоторые утверждают, что их накачали наркотиками или предложили деньги за молчание. Эндрю Ван Арсдейл из юридической группы «AVA», которая работает с Buzbee, рассказал, что они получили около 3000 звонков с обвинениями в насилии против Комбса, и в настоящее время команда изучает ещё 100 потенциальных дел.

### Арест
17 сентября 2024 года следователями Министерства внутренней безопасности США в Манхэттене Комбс был арестован после того, как ему было предъявлено обвинение большим жюри. Ему были предъявлены обвинения в торговле людьми в целях сексуальной эксплуатации и рэкете. На первом суде 17 сентября 2024 года Комбс не признал себя виновным ни по одному из пунктов обвинения. Адвокаты рэпера предложили залог в размере 50 миллионов долларов. 18 сентября второй судья Эндрю Л. Картер-младший отклонил залог, поскольку он был обеспокоен угрозами или запугиванием потенциальных свидетелей.
В ноябре 2024 года прокуроры обвинили P. Diddy в попытках помешать судебному расследованию.

### Реакция Комбса
Представители Комбса заявили, что:

иски сфабрикованы, и их цель — выкачивание денег. Все обвинения истцов являются ложными
Комбс не признал себя виновным по всем пунктам обвинения.

### Расследование и судебный процесс в 2025 году
В мае 2025 года в федеральном суде Манхэттена начался судебный процесс над Шоном Комбсом. Против него были выдвинуты обвинения в изнасиловании, сексуальной эксплуатации, принуждении к проституции и рэкете. В частности, певица Кэсси Вентура (в прошлом Комбс длительное время состоял с ней в отношениях, а также был её продюсером) дала в суде свидетельские показания, согласно которым Комбс принуждал её к сексу с другими мужчинами — при этом сам он наблюдал за происходящим и часто записывал все на видео, угрожая его распространить; систематически избивал её и унижал, заставлял принимать наркотики и участвовать в групповом сексе на «сумасшедших вечеринках» (как называли их сам Комбс и его окружение), которые могли продолжаться несколько дней. В 2018 году она подверглась изнасилованию Комбсом.
Показания Вентуры подтверждаются видеозаписью с камеры наблюдения отеля Inter Continental Century City, датированной 2016 годом, на которой Комбс нападает на Вентуру (толкает на пол, избивает ногами лежащую на полу Вентуру, тащит по полу и бросает в неё вазу).
Всего против Комбса подано больше ста исков.
25 июня 2025 года с Комбса сняты обвинения в попытке поджога и двух попытках похищения людей.
По совокупности обвинений Комбсу может грозить наказание вплоть до пожизненного заключения.
Комбсу отказано в освобождении под залог. Он содержится в Метрополитенском центре содержания под стражей в Бруклине.
Сформирована коллегия присяжных.

## Дискография

### Студийные альбомы
- 1997: No Way Out[201]
- 1999: Forever[201]
- 2001: The Saga Continues…[201]
- 2002: We Invented the Remix[201]
- 2006: Press Play[201]
- 2010: Last Train to Paris (в составе Diddy – Dirty Money)[201]
- 2023: The Love Album: Off the Grid[англ.][202]

## Награды и номинации

### NAACP Image Awards
| Год  | Номинируемая работа | Категория                                                                      | Результат |
| ---- | ------------------- | ------------------------------------------------------------------------------ | --------- |
| 2009 | A Raisin in the Sun | Выдающийся актёр в телевизионном фильме, мини-сериале или драматическом фильме | Победа    |
| 2011 | Diddy — Dirty Money | Выдающийся дуэт или группа                                                     | Номинация |

### BET Awards
| Год  | Номинируемая работа                                                     | Категория                           | Результат |
| ---- | ----------------------------------------------------------------------- | ----------------------------------- | --------- |
| 2002 | «Bad Boy for Life» (featuring Black Rob & Mark Curry)                   | Видео года                          | Номинация |
| 2002 | «Pass the Courvoisier, Part II» (with Busta Rhymes & Pharrell Williams) | Видео года                          | Победа    |
| 2003 | «Bump, Bump, Bump» (with B2K)                                           | Приз зрительских симпатий Coca-Cola | Победа    |
| 2007 | «Last Night» (featuring Keyshia Cole)                                   | Лучшее сотрудничество               | Номинация |
| 2007 | Diddy                                                                   | Лучший мужской хип-хоп исполнитель  | Номинация |
| 2010 | Diddy — Dirty Money                                                     | Лучшая группа                       | Номинация |
| 2011 | Diddy — Dirty Money                                                     | Лучшая группа                       | Победа    |
| 2012 | Diddy — Dirty Money                                                     | Лучшая группа                       | Номинация |
| 2016 | Puff Daddy and the Family                                               | Лучшая группа                       | Номинация |

### BET Hip Hop Awards
| Год  | Номинируемая работа             | Категория                        | Результат |
| ---- | ------------------------------- | -------------------------------- | --------- |
| 2008 | «Roc Boys (And the Winner Is)…» | Трек года                        | Номинация |
| 2008 | Шон Комбс                       | Хастлер года                     | Победа    |
| 2009 | Шон Комбс                       | Хастлер года                     | Номинация |
| 2010 | «All I Do Is Win (Remix)»       | Награда Риза за идеальное комбо  | Номинация |
| 2010 | «Hello Good Morning (Remix)»    | Награда Риза за идеальное комбо  | Номинация |
| 2010 | «Hello Good Morning (Remix)»    | Лучший клубный бэнгер            | Номинация |
| 2010 | Шон Комбс                       | Хастлер года                     | Победа    |
| 2011 | Шон Комбс                       | Хастлер года                     | Номинация |
| 2012 | «Same Damn Time (Remix)»        | Sweet 16: лучший гостевой куплет | Номинация |
| 2013 | «Same Damn Time (Remix)»        | Sweet 16: лучший гостевой куплет | Номинация |
| 2013 | Шон Комбс                       | Хастлер года                     | Номинация |
| 2017 | Шон Комбс                       | Хастлер года                     | Номинация |

### MTV Europe Music Awards
| Год  | Номинируемая работа   | Категория                              | Результат |
| ---- | --------------------- | -------------------------------------- | --------- |
| 1997 | «I’ll Be Missing You» | Выбор MTV                              | Номинация |
| 1997 | «I’ll Be Missing You» | Лучшая песня                           | Номинация |
| 1997 | Шон Комбс             | Лучший новый артист                    | Номинация |
| 1997 | Шон Комбс             | Лучший хип-хоп исполнитель             | Номинация |
| 1998 | Шон Комбс             | Лучший мужской исполнитель             | Номинация |
| 1998 | Шон Комбс             | Лучший хип-хоп исполнитель             | Номинация |
| 1999 | Шон Комбс             | Лучший хип-хоп исполнитель             | Номинация |
| 2001 | Шон Комбс             | Лучший хип-хоп исполнитель             | Номинация |
| 2002 | Шон Комбс             | Лучший хип-хоп исполнитель             | Номинация |
| 2006 | Шон Комбс             | Лучший хип-хоп исполнитель             | Номинация |
| 2011 | Diddy — Dirty Money   | Лучшее мировое сценическое выступление | Номинация |

### MTV Movie & TV Awards
| Год  | Номинируемая работа                     | Категория                               | Результат |
| ---- | --------------------------------------- | --------------------------------------- | --------- |
| 2018 | Can’t Stop, Won’t Stop: A Bad Boy Story | Лучший музыкальный документальный фильм | Номинация |

### MTV Video Music Awards
| Год  | Номинируемая работа                         | Категория              | Результат |
| ---- | ------------------------------------------- | ---------------------- | --------- |
| 1997 | «I’ll Be Missing You»                       | Лучшее R&B видео       | Победа    |
| 1997 | «I’ll Be Missing You»                       | Выбор зрителя          | Номинация |
| 1998 | «It’s All About the Benjamins» (Rock Remix) | Видео года             | Номинация |
| 1998 | «It’s All About the Benjamins» (Rock Remix) | Выбор зрителя          | Победа    |
| 1998 | «Come with Me» (from Годзилла)              | Лучшее видео из фильма | Номинация |
| 2002 | «Bad Boy for Life»                          | Лучшее рэп-видео       | Номинация |

### Grammy Awards
| Год  | Номинируемая работа                                            | Категория                                | Результат | Ссылка         |
| ---- | -------------------------------------------------------------- | ---------------------------------------- | --------- | -------------- |
| 1998 | Puff Daddy                                                     | Лучший новый исполнитель                 | Номинация | [ 41 ] [ 204 ] |
| 1998 | No Way Out                                                     | Лучший рэп-альбом                        | Победа    | [ 41 ] [ 204 ] |
| 1998 | Life After Death (как продюсер)                                | Лучший рэп-альбом                        | Номинация | [ 41 ] [ 204 ] |
| 1998 | «Honey» (как автор песни)                                      | Премия «Грэмми» за лучшую R&B-песню      | Номинация | [ 41 ] [ 204 ] |
| 1998 | «I’ll Be Missing You» (featuring Faith Evans & 112)            | Лучшее рэп-исполнение дуэтом или группой | Победа    | [ 41 ] [ 204 ] |
| 1998 | «Mo Money Mo Problems» (with The Notorious B.I.G. & Mase)      | Лучшее рэп-исполнение дуэтом или группой | Номинация | [ 41 ] [ 204 ] |
| 1998 | «Can’t Nobody Hold Me Down» (featuring Mase)                   | Лучшее рэп-исполнение дуэтом или группой | Номинация | [ 41 ] [ 204 ] |
| 2000 | «Satisfy You» (featuring R. Kelly)                             | Лучшее рэп-исполнение дуэтом или группой | Номинация | [ 205 ]        |
| 2002 | «Bad Boy for Life» (with Black Rob & Mark Curry)               | Лучшее рэп-исполнение дуэтом или группой | Номинация | [ 206 ]        |
| 2003 | «Pass the Courvoisier, Part II» (with Busta Rhymes & Pharrell) | Лучшее рэп-исполнение дуэтом или группой | Номинация | [ 207 ]        |
| 2004 | «Shake Ya Tailfeather» (with Nelly & Murphy Lee)               | Лучшее рэп-исполнение дуэтом или группой | Победа    | [ 208 ]        |
| 2016 | «All Day» (как автор песни)                                    | Премия «Грэмми» за лучшую рэп-песню      | Номинация | [ 209 ]        |

### 500 величайших альбомов всех времён по версии журнала Rolling Stone
Указаны альбомы, исполнительным продюсером которых является Шон Комбс.
| Позиция | Артист               | Альбом           | Год  |
| ------- | -------------------- | ---------------- | ---- |
| 134     | The Notorious B.I.G. | Ready to Die     | 1994 |
| 281     | Mary J. Blige        | My Life          | 1994 |
| 476     | The Notorious B.I.G. | Life After Death | 1997 |

## Фильмография
| Год  |   | Русское название                                            | Оригинальное название                   | Роль               |
| ---- | - | ----------------------------------------------------------- | --------------------------------------- | ------------------ |
| 2001 | ф | Всё схвачено!                                               | Made                                    | Руиз               |
| 2001 | ф | Бал монстров                                                | Monster’s Ball                          | Лоуренс Масгров    |
| 2002 | с | Шоу Ника Кэннона                                            | The Nick Cannon Show                    | в роли самого себя |
| 2005 | ф | Путь Карлито 2: Восхождение к власти                        | Carlito’s Way: Rise to Power            | Никки Голливуд     |
| 2005 | ф | Без шва                                                     | Seamless                                | в роли самого себя |
| 2008 | ф | Изюм на солнце                                              | A Raisin in the Sun                     | Уолтер Ли Янгер    |
| 2009 | с | C.S.I.: Место преступления Майами                           | CSI: Miami                              | Дерек Пауэлл       |
| 2010 | ф | Побег из Вегаса                                             | Get Him to the Greek                    | Серджио Рома       |
| 2010 | ф | Я всё ещё здесь                                             | I’m Still Here                          | в роли самого себя |
| 2010 | с | Красавцы                                                    | Entourage                               | в роли самого себя |
| 2011 | с | Гавайи 5.0                                                  | Hawaii Five-0                           | Реджи Уильямс      |
| 2012 | ф | РестлМания 28                                               | WrestleMania XXVIII                     | в роли самого себя |
| 2012 | с | В Филадельфии всегда солнечно                               | It's Always Sunny in Philadelphia       | Доктор Джинкс      |
| 2013 | ф | РестлМания 29                                               | WrestleMania 29                         | в роли самого себя |
| 2014 | ф | Маппеты 2                                                   | Muppets Most Wanted                     | в роли самого себя |
| 2014 | ф | День драфта                                                 | Draft Day                               | Крис Кроуфорд      |
| 2015 | с | Черноватый                                                  | Black-ish                               | Элрой Савой        |
| 2016 | с | Шоу Криса Гетхарда                                          | The Chris Gethard Show                  | в роли самого себя |
| 2016 | с | Дурная слава                                                | Notorious                               | в роли самого себя |
| 2017 | ф | Я не могу остановиться, и я не остановлюсь: История Bad Boy | Can’t Stop, Won’t Stop: A Bad Boy Story | в роли самого себя |
| 2017 | ф | Улётные девочки                                             | Girls Trip                              | в роли самого себя |
| 2017 | ф | Непокорные                                                  | The Defiant Ones                        | в роли самого себя |